# Norina Matchabelli
Norina Matchabelli, nota anche con lo pseudonimo di Maria Carmi (nata Eleanora Erna Cecilia Gilli; Firenze, 3 marzo 1880 – Myrtle Beach, 15 giugno 1957), è stata un'attrice italiana, cofondatrice dell'azienda di profumi Prince Matchabelli.
È stata inoltre editrice e discepola del maestro spirituale indiano Meher Baba.

## Biografia
La Gilli nacque a Firenze, figlia del pasticciere Luigi Gilli, originario di Samedan, e sua moglie Emma Troll di Winterthur. Era la più piccola di cinque figli e trascorse la sua giovinezza a Firenze e Fiesole.

### Recitazione come Maria Carmi
Iniziò la sua carriera teatrale presso la scuola di recitazione di Max Reinhardt al Deutsches Theater e fece parte della sua compagnia dal 1907 al 1909. Sotto il nome d'arte di Maria Carmi, recitava nei teatri italiani e tedeschi e in film muti.
La sua performance più notevole fu quella della Madonna nell'originale spettacolo teatrale-pantomima The Miracle scritto da Karl Vollmöller che sposò nel 1904. L'opera teatrale fu originariamente prodotta in Germania. Fu inaugurata a Londra il 23 dicembre 1911 all'Olympia Arena. Il 23 dicembre 1923 fu riproposta a New York, a Broadway, dopodiché andò in tour a Detroit, Milwaukee e Dallas.
Nella versione di New York si alternava a Lady Diana Manners, un'altra bellezza internazionale del periodo. In tutto Norina ha recitato in oltre 1 000 spettacoli teatrali.

### Principessa e imprenditrice
Dopo aver divorziato da Vollmöller, Norina sposò Georges V. Matchabelli, principe e diplomatico georgiano, a Stoccolma, in Svezia, nel 1917. Georges fu l'ambasciatore georgiano in Italia fino al rilevamento bolscevico della Georgia del 1921, e viveva a Roma. La coppia si trasferì negli Stati Uniti nel 1923. Georges era un chimico dilettante e con Norina cofondò l'ormai famosa società di profumi Prince Matchabelli nel 1926. Nel 1933, la coppia divorziò. Georges morì nel 1935 e nel 1936 Norina vendette la compagnia a Saul Ganz per 250 000 dollari.

### Incontro con Meher Baba
Nel 1931 la Matchabelli conobbe il maestro spirituale Meher Baba e ne divenne una devota. Presentò molte figure importanti dell'epoca a Meher Baba, tra cui Gabriel Pascal, Mercedes de Acosta e Karl Vollmöller (il suo primo marito). Fondò anche il periodico Meher Baba Journal nel 1938.
All'inizio degli anni '40 Matchabelli cofondò il Meher Spiritual Center con Elizabeth Chapin Patterson a Myrtle Beach, South Carolina, Stati Uniti.
Negli anni '40 Norina Matchabelli tenne una serie di discorsi pubblici ben frequentati nella Carnegie Hall e in altri luoghi in cui affermava che stava riferendo messaggi "trasmessi col pensiero" direttamente da Meher Baba. Quando parlava, si riferiva a se stessa come "io, Meher Baba". Ciò turbò alcuni dei seguaci di Meher Baba, che interrogarono in merito in India, ma questi non sembrò preoccupato.

### Morte
Norina Matchabelli morì a Youpon Dunes all'età di 77 anni. Le sue ceneri sono sepolte vicino al Samādhi di Meher Baba sulla collina di Meherabad, vicino ad Ahmednagar, in India. La sua tomba reca la scritta: la principessa Norina era e rimarrà sempre di Baba.

## Filmografia

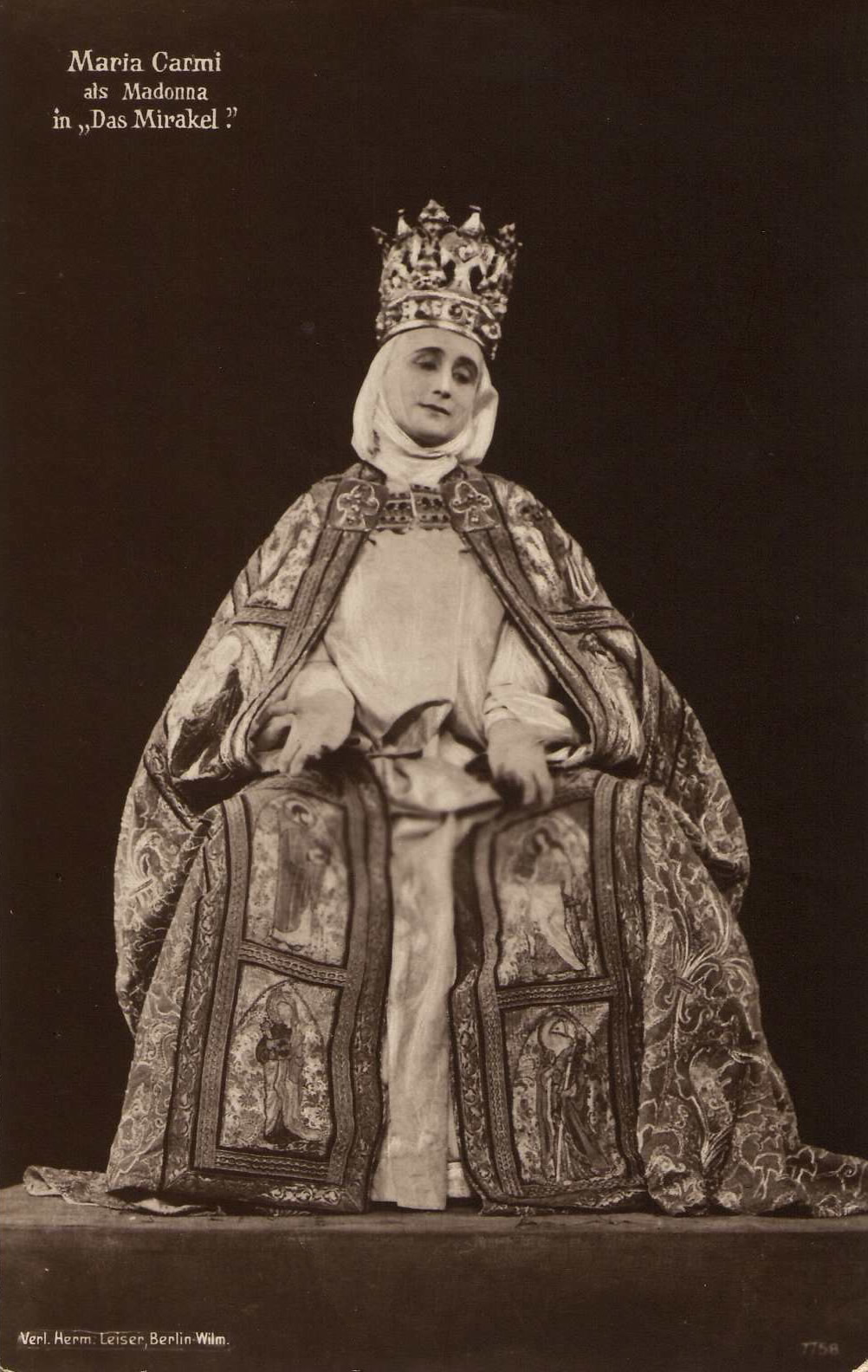
Maria Carmi in The Miracle, 1912

- The Miracle, regia di Michel Carré - cortometraggio (1912)
- Retaggio d'odio, regia di Nino Oxilia (1914)
- Notti veneziane (Eine venezianische Nacht), regia di Max Reinhardt (1914)
- L'accordo in minore, regia di Ubaldo Maria Del Colle (1914)
- La mia vita per la tua!, regia di Emilio Ghione (1914)
- Sperduti nel buio, regia di Nino Martoglio (1914)
- Teresa Raquin, regia di Nino Martoglio - cortometraggio (1915)
- Der Pfad der Sünde (1915)
- Die rätselhafte Frau, regia di Walter Schmidthässler - cortometraggio (1915)
- Der Hermelinmantel, regia di Walter Schmidthässler (1915)
- Fluch der Schönheit, regia di Erich Zeiske (1915)
- Küsse, die töten, regia di Leo Peukert e Robert Reinert (1916)
- Für den Ruhm des Geliebten, regia di Karl Heine e Robert Reinert (1916)
- Aphrodite, regia di Robert Reinert (1916)
- Die Richterin von Solvigsholm, regia di Emil Justitz (1916)
- Der Letzte eines alten Geschlechtes, regia di Emil Justitz (1916)
- Das Wunder der Madonna, regia di Robert Reinert (1916)
- Das Haus der Leidenschaften, regia di Robert Reinert (1916)
- Homunculus, 1. Teil, regia di Otto Rippert (1916) - non accreditato
- Homunculus, 4. Teil - Die Rache des Homunculus, regia di Otto Rippert (1917)
- Wenn Tote sprechen, regia di Robert Reinert (1917)
- Der Fluch der Sonne, regia di Robert Reinert (1917)
- Memoiren der Tragödin Thamar, regia di Robert Reinert (1917)
- Der Weg des Todes, regia di Robert Reinert (1917)
- Das Spitzentuch der Fürstin Wolkowska, regia di Josef Stein e Robert Reinert (1918)
- Rächende Liebe, regia di Josef Stein (1918)
- Forse che sì forse che no, regia di Gaston Ravel (1920)
- Per il passato (1921)
- Senza padre, regia di Emilio Ghione (1926)